# Селник (Словения)
Вижте пояснителната страница за други значения на Селник.
Селник (на словенски: Selnik) е село в Словения, регион Средна Словения, община Иг. Според Националната статистическа служба на Република Словения през 2015 г. селото има 16 жители.